# My Husband in Law
《My Husband in Law》(태국어: อกเกือบหักแอบรักคุณสามี, 로마자: Ok Kueap Hak Aep Rak Khun Samit)는 2020년 4월 21일부터 6월 9일까지 방송되었던 태국의 드라마이다.